# 飞鸟基地
71°31.34′S 24°08.17′E / 71.52233°S 24.13617°E
飞鸟基地（日语：／ Asuka-kichi */?），是日本设立的南极科学考察站，位于毛德皇后地，在昭和基地以西約670公里處。1985年建，为全年性。